# Alatskivi kommun
Alatskivi vald är en kommun i Estland.   Den ligger i landskapet Tartumaa, i den sydöstra delen av landet, 160 km sydost om huvudstaden Tallinn.
Följande samhällen finns i Alatskivi vald:
- Alatskivi
- Nina küla